# Vredeskerk (Amsterdam)
De Parochiekerk van Onze-Lieve-Vrouwe Koningin van de Vrede ofwel Vredeskerk is een rooms-katholieke kerk tussen de Pijnackerstraat en de Van Hilligaertstraat in de zuidwestelijke hoek van de Pijp in Amsterdam-Zuid. De kerk is sinds 2004 naamgever van het Vredeskerkplein.

## Bouw
De behoefte aan een kerkgebouw op deze plaats kwam op toen het Plan Zuid van H.P. Berlage veel woningen toevoegde aan deze contreien. Aanvankelijk bouwde men een hulpkerk aan de Ceintuurbaan, die fungeerde van 1918 tot 1924. Naar de datum van de inwijding van deze kerk (25 december 1918) werd zij de Stal van Bethlehem genoemd. Op 13 februari 1923 begon men met de bouw van de nieuwe kerk, ontworpen door Jos Bekkers, de zoon van Peter Bekkers die ook als architect verantwoordelijk was voor kerken. De kerk werd op 7 augustus 1924 door monseigneur Callier, bisschop van Haarlem ingewijd. Als beschermheilige werd Onze-Lieve-Vrouwe Koningin van de Vrede gekozen. De devotie tot de Maagd Maria als Koningin van de Vrede was zeer populair in de jaren tijdens en na de Eerste Wereldoorlog.

## Trivia
Op het plein voor het kerkgebouw staat het kunstwerk Hommage aan Paradzjanov